# La jetée
La jetée è un cortometraggio di fantascienza del 1962 diretto da Chris Marker. Ambientato in un'epoca futura distopica, venne realizzato attraverso il montaggio di una serie di fotografie (tranne una breve sequenza filmata di pochi secondi) accompagnate da una voce narrante fuori campo che racconta l'intera storia (l'autore lo definì "un photo-roman", un fotoromanzo o un "fotoracconto").
Viene unanimemente ritenuto una delle opere più influenti della Nouvelle Vague, oltre che un capolavoro del cinema mondiale per la sua capacità innovativa e sperimentale e la sua influenza culturale. È al 50º posto della classifica The Top 50 Greatest Films of All Time del British Film Institute e ha direttamente ispirato il film L'esercito delle 12 scimmie (1995) di Terry Gilliam.

## Trama
(voce fuori campo del film)
Un bambino si trova a Parigi in compagnia dei genitori, presso il molo d'imbarco dell'aeroporto di Orly (lo stesso titolo, la jetée, in francese significa appunto "molo d'imbarco"), dove assiste alla drammatica scena d'un uomo che viene assassinato vicino a una donna; questa scena gli resterà impressa permanentemente nella memoria.
Passa qualche tempo e dopo una catastrofe nucleare, scaturita da un immane conflitto mondiale, la superficie di Parigi è inabitabile per la radioattività e la popolazione si è rifugiata nei sotterranei della città ed è impossibilitata a procurarsi il cibo. I tedeschi, vincitori del conflitto, comprendono che l'umanità può risorgere soltanto chiedendo aiuto nel passato e nel futuro, e pertanto provano a realizzare un sistema per viaggiare nel tempo, iniziando una sperimentazione con cavie umane francesi.
Il bambino di cui si parla all'inizio del film è ora un adulto e prigioniero dei tedeschi; viene scelto per partecipare alla sperimentazione e, proprio per la forza del ricordo che ha del molo e della donna, è l'unico che riesce a tornare nel passato; dopo diversi giorni di sperimentazione, egli riesce così ad incontrare la donna del molo. Via via che la sperimentazione prosegue, gli scienziati sono sempre più in grado di far interagire l'uomo con la realtà passata.
A un certo punto l'esperimento viene interrotto in quanto si è ora in grado di viaggiare nel tempo; spedito nel futuro, l'uomo chiede aiuto ai posteri che gli forniscono una fonte di energia che egli riporta con sé quando ritorna nel suo tempo; ora lui, divenuto inutile per i suoi carcerieri, è in attesa della sua esecuzione, ma gli esseri umani del futuro lo salvano e gli propongono di tornare con loro nel futuro; egli però chiede loro di poter tornare nel passato per incontrare la donna del suo ricordo. Viene accontentato e quindi inviato sulla terrazza dell'aeroporto di Orly, dove la rivede; qui le corre incontro, ma viene raggiunto da uno dei suoi carcerieri che lo uccide nella terrazza sotto gli occhi terrorizzati di un bimbo che la voce narrante spiega essere lui stesso da bambino.

## Accoglienza
(La Jetée, recensione di J. G. Ballard su New Worlds, luglio 1966 - Traduzione su J.G. Ballard, Shake edizioni, 1994)

## Analogie conL'esercito delle 12 scimmie
La jetée ha ispirato il film L'esercito delle 12 scimmie di Terry Gilliam, del 1995. I seguenti elementi del corto di Marker si possono ritrovare nel film di Gilliam:
1. i sotterranei ove il prigioniero viene costretto a viaggiare nel tempo;
2. la scena all'aeroporto (ne La jetée c'è il ricordo dell'uomo e della sparatoria, ma ne Le 12 scimmie è molto più elaborato);
3. i segni sui muri (nessun riferimento a bande sovversive però);
4. una scena al museo degli animali imbalsamati (Gilliam popolerà di animali il mondo futuro);
5. il mondo post catastrofe.

La scena dell'albero, tratta da La donna che visse due volte (Vertigo) e che si vede ne L'esercito delle 12 scimmie, era già stata omaggiata ne La jetée.

## Riconoscimenti
- Premio Jean Vigo 1963